# Список открытых писем и петиций в защиту фигурантов «московского дела»

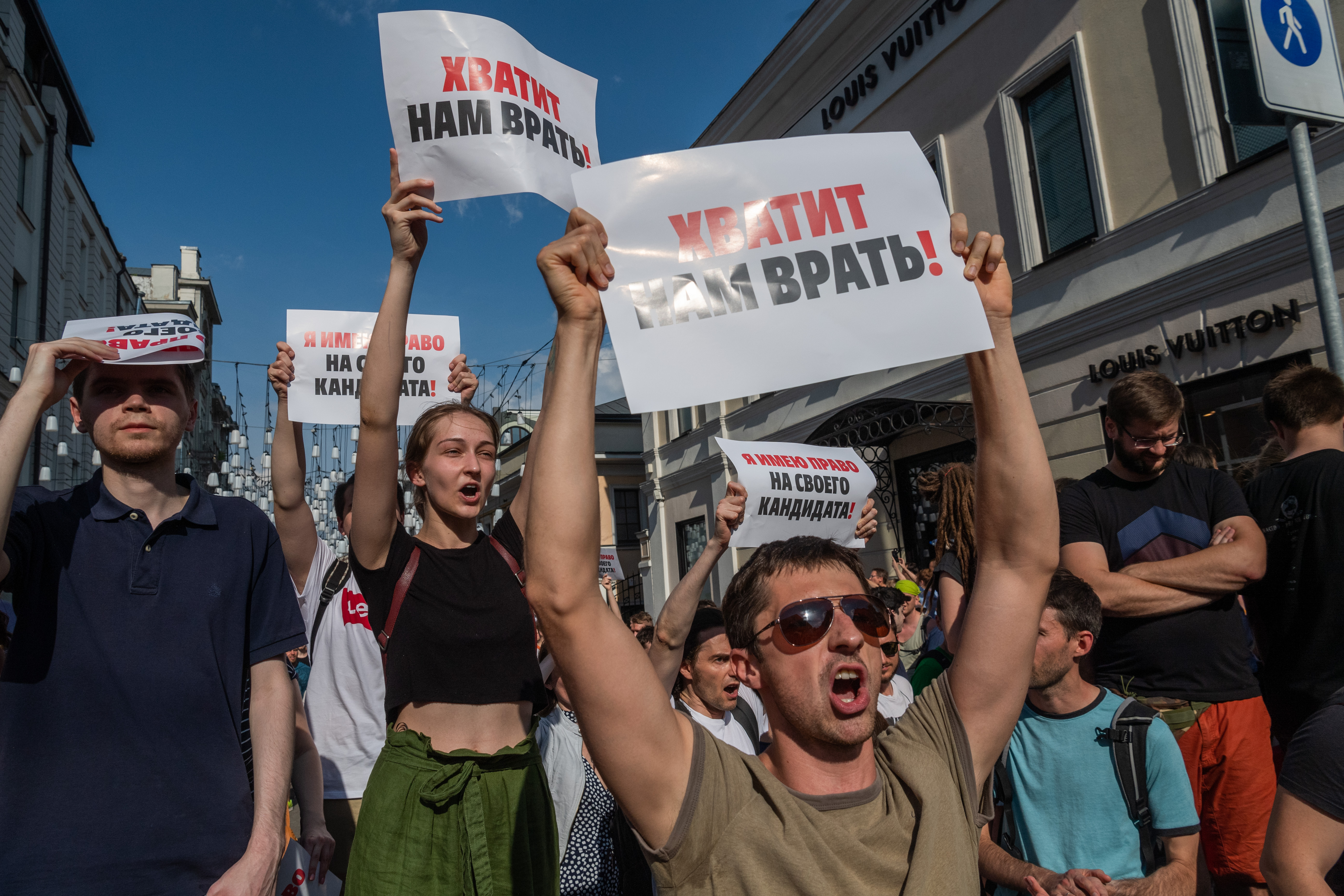
Протесты в Москве 27 июля 2019 года. Фото Ильи Варламова

В 2019 году (с августа по ноябрь, но преимущественно 17—19 сентября) появился целый ряд открытых писем и петиций, созданных представителями различных российских (а также международных) профессиональных и иных сообществ в защиту Павла Устинова, Константина Котова, Алексея Миняйло, Ивана Подкопаева, Самариддина Раджабова и других фигурантов «московского дела». Свои письма написали врачи и учителя, студенты и пенсионеры, учёные и рэперы, священники и миряне, актёры и художники, писатели и издатели, муниципальные депутаты и правозащитники, юристы и политологи, журналисты и кинематографисты.
Это проявление цеховой и, шире, общественной солидарности было замечено СМИ: обзорные публикации, посвященные корпоративным письмам, заявлениям и петициям, вышли в таких изданиях как
Би-би-си,
Медуза,
Православие и мир,
Новая газета,
The Moscow Times и др.
Ссылки на подобного рода обращения приведены также на сайте Арестанты дела 212.
Помимо корпоративных писем были созданы петиции в поддержку как всех фигурантов «московского дела» (петиция «Новой газеты»), так и отдельных людей (петиция Александра Паля в защиту Павла Устинова, Екатерины Богатовой — в защиту Егора Жукова, Александра Рекубратского — за отмену «дадинской» статьи 212.1 УК РФ и освобождение Константина Котова и др.). Для полноты картины эти обращения также приведены ниже отдельным списком.

## Открытые письма и петиции профессиональных и иных сообществ

### Август
Мы, российские ученые, работающие в университетах и научных центрах как в России, так и за ее пределами, крайне возмущены уголовным преследованием участников мирных протестов, связанных с выборами в Мосгордуму. Нас объединяет наука, и с нашей профессией несовместимы сознательная ложь, подтасовка фактов и тем более травля за инакомыслие. Именно неприкрытый обман и явные махинации при регистрации кандидатов стали причиной протестных акций, участники которых выразили несогласие с ложью властей. Мы с тревогой наблюдаем, как неприятие лжи в России становится уголовно наказуемым, а развертывание политических репрессий сопровождается ростом абсурдных обвинений, в частности, в «массовых беспорядках» и «вмешательстве извне».
- Открытое письмо студентов ВШЭ[комм. 1][3] — 2 августа[7], около 5 тысяч подписей; публикация текста — на студенческом сайте DOXA[i].
- Открытое письмо политологов[6] — 16 августа, 19 подписей (не считая подписей в комментариях); публикация текста — в фейсбуке Кирилла Рогова.[ii]
- Открытое письмо российских учёных («Заявление ученых: остановить каток политических репрессий!»)[1][2][4][6] — 22 августа, около 2170 подписей; публикация текста — Троицкий вариант[iii].

### 17 сентября
- Открытое письмо кинооператоров[6] — 17 сентября, 53 подписи; публикация текста — в фейсбуке Максима Трапо[iv].
- Открытое письмо священников в защиту фигурантов «московского дела»[1][2][3][4][5][6][8][9][10][11] — 17 сентября[комм. 2], 181 подпись; публикация текста — Православие и мир[v], а также Новая газета[vi].
- Открытое письмо Группы поддержки гражданского общества против политических репрессий в России[1][6] — 17 сентября, 77 подписей; публикация английского текста — The Moscow Times[vii], русского перевода — МБХ медиа[viii].
- Открытое письмо юристов-государствоведов[1][2][3][5] — 17 сентября, 20 подписей; публикация текста — Новая газета[ix]

### 18 сентября
- Петиция православных мирян в поддержку священников («Православные миряне, поддержим священников, выступивших в защиту невинно осужденных!»)[6] — 18 сентября, более 4300 подписей; публикация — на портале Change.org[x].
- Открытое письмо учителей[1][2][3][4][5][6] — 18 сентября, 3473 подписей; публикация текста — на сайте project1642640[xi].
- Открытое письмо книжников[1][2][3][4][5][6] — 18 сентября, свыше 950 подписей; публикация текста — в фейсбуке Николая Солодникова[xii].
- Открытое письмо представителей некоммерческих организаций в поддержку Алексея Миняйло[1][2][3][4] — 18 сентября, 444 подписи; публикация текста — Такие дела[xiii].
- Открытое письмо театрального сообщества России («Пересмотреть решение суда по делу Павла Устинова!»)[1][2][4][6][12] — 18 сентября, 2131 подпись[комм. 3]; публикация — на сайте театра Сатирикон[xiv].
- Открытое письмо российских врачей о ситуации в стране[1][2][3][4][5][6] — 18 сентября, около 1100 подписей; публикация — в фейсбуке Катерины Гордеевой[xv].
- Открытое письмо специалистов IT-индустрии в защиту фигурантов «московского дела»[1][2][3][4][6] — 18 сентября, 2175 подписей; публикация текста — на сайте GitHub: русская версия[xvi] (с подписями), английская версия[xvii][комм. 4].
- Открытое письмо кинематографистов[2] — 18 сентября, более 180 подписей; публикация текста — на сайте КиноСоюза[xviii].

### 19 сентября
Мы – аниматоры, режиссеры, художники, сценаристы, звукорежиссеры, композиторы, продюсеры. Мы создаем анимационное кино. <...>
Многие из тех, кто отправляет за решетку невиновных, смотрели наши фильмы в детстве. Или смотрят их сегодня с детьми. Или вырастают и смотрят те наши работы, что требуют зрелого отношения. Обращаемся к вам. Каким героем вы хотите быть? Злым? Добрым? Трусливым? Смелым? <...>
Спасибо всем, кто герой не только в кино. Мы желаем вам свободы.
- Открытое письмо психологического и психотерапевтического сообщества[2][6] — 19 сентября, 909 подписей; публикация текста — в гугл-документе[xix] (там же подписи), а также в сообществе «Психология за права человека» в фейсбуке[xx].
- Открытое письмо деятелей искусства[1][2][5] — 19 сентября, 523 подписи; публикация текста — на сайте Артгид[xxi].
- Открытое письмо представителей анимационного сообщества[2] — 19 сентября, 414 подписей (и порядка пятидесяти имен, добавленных в последующие дни и месяцы); публикация текста — в фейсбуке Константина Бронзита[xxii].
- Открытое письмо наблюдателей за выборами («Требуем освободить Алексея Миняйло, прекратить „московское дело“ и расследовать нарушения на выборах»)[2] — 19 сентября, 443 подписи; публикация текста — на сайте Сонар[xxiii].
- Открытое письмо журналистов[1][2] — 19 сентября, 592 подписи; публикация текста — на сайте Профсоюза журналистов и работников СМИ[xxiv].
- Открытое письмо студентов российских вузов за освобождение политзаключенных и против «московского дела»[2][5][6] — 20 сентября[13], около 1400 подписей; публикация текста — на студенческом сайте DOXA[xxv].

### 24—30 сентября
- Открытое письмо академиков («Заявление членов Клуба „1 июля“ о недопустимости репрессий и неправедного суда»)[2][5] — 24 сентября, 53 подписи; публикация текста — Троицкий вариант[xxvi][комм. 5].
- Открытое письмо историков в поддержку задержанных по «московскому делу»[2][6] — 25 сентября, 534 подписи; публикация текста — на сайте Уроки истории[xxvii].
- Открытое письмо правозащитников[6] — 27 сентября, 118 подписей; публикация текста — на сайте правозащитного центра «Мемориал»[xxviii].
- Петиция пенсионеров («Пенсионеры в защиту обвиняемых по так называемому Московскому делу и всех политзаключенных»)[6] — 30 сентября[14], более тысячи подписей; публикация текста — на портале Change.org[xxix].

### Октябрь
- Открытое письмо блогеров[6] — 3 октября, 83 подписи; публикация текста — Новая газета[xxx].
- Открытое письмо муниципальных депутатов, актёров и писателей[15] — 15 октября, около 550 подписей; публикация текста — Новая газета[xxxi] и сайт Арестанты дела 212[xxxii]; подписи Олега Басилашвили и депутатов Санкт-Петербурга и Ленинградской области[16] — в гугл-документе[xxxiii].

### Ноябрь
- Открытое письмо рэперов[17][18] — 7 ноября, свыше 80 подписей; публикация текста[3] — The Flow[xxxiv].

## Другие петиции в поддержку фигурантов «московского дела»

### Петиции «Новой газеты» и Александра Паля
Мы, граждане России, требуем остановить политический террор, развязанный против народа нашей страны правоохранительными органами.
27 июля 2019 года в Москве прошла мирная акция в защиту конституционных избирательных прав. В ответ на эту акцию Следственным комитетом России возбуждено уголовное дело о массовых беспорядках.
Согласно 212-й статье Уголовного кодекса России массовые беспорядки предполагают насилие в отношении граждан и представителей власти, повреждение имущества, поджоги и погромы. Однако 27 июля 2019 года в Москве не происходило ничего подобного.
На основании п. 1 ч. 1 ст. 24 УПК РФ требуем прекратить дело о массовых беспорядках в Москве 27 июля 2019 года в связи с явным отсутствием события преступления.
- Петиция Новой газеты «Прекратить уголовное дело против участников мирной акции 27 июля 2019 года в Москве»[3][4][6][19] — 5 августа, свыше 345 тысяч подписей; публикация текста — Change.org[xxxv].
- Петиция Александра Паля «Немедленно освободить актера Павла Устинова, осужденного на 3,5 года ни за что»[1][3][4][20] — 17 сентября[21], свыше 185 тысяч подписей; публикация текста — Change.org[xxxvi].

### Прочие петиции
В алфавитном порядке фамилий фигурантов
- Андрей Баршай[6] — 20 октября, более 10 тысяч подписей; публикация текста — Change.org[xxxvii].
- Андрей Баршай, Владимир Емельянов, Егор Лесных, Максим Мартинцов, Александр Мыльников («Сорок бочек арестантов. О роли полицейского насилия в „Московском деле“»)[6] — 26 октября, более 11 тысяч подписей; публикация текста — Change.org[xxxviii].
- Данил Беглец[6] — 21 сентября, более 42 тысяч подписей; публикация текста — Change.org[xxxix].
- Айдар Губайдулин[6] — 12 октября, более 3,4 тысяч подписей; публикация текста — Change.org[xl].
- Владимир Емельянов[6] — 6 ноября, более 6 тысяч подписей; публикация текста — Change.org[xli].
- Егор Жуков[6] — 9 октября, более 149 тысяч подписей; публикация текста — Change.org[xlii].
- Кирилл Жуков[6] — 3 октября, более 25 тысяч подписей; публикация текста — Change.org[xliii].
- Евгений Коваленко[6] — 26 сентября, более 47 тысяч подписей; публикация текста — Change.org[xliv].
- Константин Котов[6] — 5 сентября, более 138 тысяч подписей; публикация текста — Change.org[xlv].
- Егор Лесных, Максим Мартинцов, Александр Мыльников[6] — 21 ноября, более 9 тысяч подписей; публикация текста — Change.org[xlvi].
- Эдуард Малышевский[6] — 19 октября, более 8 тысяч подписей; публикация текста — Change.org[xlvii].
- Алексей Миняйло — 4 августа, более 32 тысяч подписей; публикация текста — Change.org[xlviii].
- Иван Подкопаев[6] — 29 сентября, более 29 тысяч подписей; публикация текста — Change.org[xlix].
- Самариддин Раджабов[22] — 5 октября, более 20 тысяч подписей; публикация текста — Change.org[l].
- Владислав Синица[6] — 30 сентября, более 2,6 тысяч подписей; публикация текста — Change.org[li].
- Сергей Суровцев[комм. 6] — 30 ноября, 63 подписи (sic); публикация текста — Change.org[lii].
- Павел Устинов — см. выше Петиция Александра Паля➤.
- Сергей Фомин[23] — 20 сентября, 10 тысяч подписей; публикация текста — Change.org[liii].
- Никита Чирцов[6] — 29 сентября, более 10 тысяч подписей; публикация текста — Change.org[liv].

## Комментарии
1. ↑  Для каждого открытого письма (петиции) после ее краткого наименования приводятся ссылки на публикации в СМИ, освещающие данное письмо или петицию; первыми даются ссылки на обзорные статьи, упоминающие ряд писем, далее могут приводиться публикации, сообщающие о данном конкретном письме или петиции. В конце описания письма или петиции дается ссылка на источник (источники) текста (для такого рода сносок используются малые римские цифры). Если сам источник или же публикации о письме не содержат точной даты, тогда к приводимой в описании дате дается ссылка на публикацию, позволяющую установить точную датировку.
2. ↑  Публикация на «Правмире» помечена 18 сентября, однако первые новости о письме в СМИ и соцсетях относятся к вечеру 17 сентября. По свидетельству главного редактора портала Анны Даниловой, дата публикации был изменена, чтобы материал оставался в актуальных новостях.
3. ↑  Значительная часть подписавшихся не имеет отношения к театральному сообществу.
4. ↑  Медуза в публикации «От врачей, священников и учителей — до программистов и создателей „Игры престолов“. Путеводитель „Медузы“ по беспрецедентной кампании в защиту фигурантов „московского дела“» от 18 сентября 2019 года сообщает еще об одной петиции работников IT-сферы, которую подписали около 700 человек (среди них «создатель мобильного YouTube Андрей Дороничев, сооснователь Qiwi Ким Борисов, гендиректор Group IB Илья Сачков» и др.) и которая располагалась по адресу http://freekotov.tilda.ws. Однако в настоящее время этот сайт недоступен.
5. ↑  Первоначально заявление было размещено на сайте Клуба «1 июля» по адресу http://1julyclub.org/node/328, однако в настоящее время эта страница и в целом сайт недоступны.
6. ↑  Петиция не нашла отражения на сайте Арестанты дела 212 на странице, посвященной Сергею Суровцеву.